# R.J. Palacio
Raquel Jaramillo Palacio (pseudoniem: R.J. Palacio) (New York, 13 juli 1963) is een Amerikaans schrijfster van jeugdliteratuur en grafisch ontwerper.

## Biografie
Raquel Jaramillo Palacio werd in 1963 geboren in New York als kind van Colombiaanse ouders. Jaramillo studeerde aan de High School of Art & Design in Manhattan en studeerde vervolgens 'illustratie' aan de Parsons School of Design. Ze bracht haar juniorjaar door aan de Amerikaanse Universiteit in Parijs waar ze veel rondreisde voordat ze terugkeerde naar New York met het oog op een carrière als illustrator.
Jaramillo werkte vele jaren als artdirector, foto-illustrator en ontwerper van boekomslagen, dit laatste gedurende meer dan twintig jaar. Tot 2012 publiceerde ze haar boeken onder haar echte naam, Raquel Jaramillo. In haar boeken Dream, Baby, Dream (1998), Ride, Baby, Ride (1998) en Last Summer - A Little Book for Dads (2004) werkt ze voornamelijk met foto's, begeleid door korte teksten. Naast deze drie boeken illustreerde ze ook de boeken van andere auteurs: The Notebooks of Frank Herbert's Dune (1998) van Frank Herbert, Peter Pan - The Original Tale of Neverland, Complete and Unabridged (2000) van J.M. Barrie, The Nights Before Christmas (2001) ) van Clement Clarke Moore en The Handiest Things In The World (2010) van Andrew Clements.
Jaramillo wilde al lange tijd een roman schrijven, maar durfde het pas vrij laat om te debuteren als auteur van een jeugdboek zonder prenten. Wonder is haar eerste boek dat ze uitbracht onder haar pseudoniem. Het idee voor het boek kwam er in 2007 vanwege een echte ervaring. Samen met haar kinderen ontmoette ze een meisje met een gezichtsafwijking tijdens een reis buiten New York en confronteerde zichzelf en haar twee kinderen met hun eigen hulpeloosheid, omdat ze niet wisten hoe ze adequaat in een dergelijke situatie konden reageren. Op de terugweg naar New York werd het lied Wonder van Natalie Merchant op de radio gespeeld en dat inspireerde Jaramillo voor de titel van het boek. Haar debuutroman werd in 2012 gepubliceerd in de Verenigde Staten en kreeg indrukwekkende recensies in de pers. Het boek kwam in 2013 op de "shortlist" voor de Carnegie Medal en stond van december 2012 tot augustus 2013 op de New York Times-bestsellerlijst.
Jaramillo werkt sinds 2006 in de New Yorkse uitgeverij Workman. Ze was daar tot oktober 2013 "Director of Children's Publishing" en vanaf februari 2014 werkte ze er als Editor-at-large zodat ze meer tijd had om te schrijven.

## Privéleven
Jaramillo woont samen met haar man en twee zonen in Brooklyn (New York).

## Verfilming
In 2017 verscheen de film Wonder, onder regie van  Stephen Chbowski met Julia Roberts en Owen Wilson in de hoofdrollen.
- Bibsys: 13011817
- Bibliothèque nationale de France: cb16657932v (data)
- CiNii: DA18401227
- Gemeinsame Normdatei: 1022079352
- International Standard Name Identifier: 0000 0003 5704 6950
- Library of Congress Control Number: n2011062703
- Nationale Bibliotheek van Letland: 000204671
- MusicBrainz: 7c33d204-b56e-435d-b644-de0603d7c73c
- Bibliotheek van het Japanse parlement: 001207614
- Nationale Bibliotheek van Tsjechië: xx0174935
- Nationale Bibliotheek van Israël: 987007517367605171
- Nationale Bibliotheek van Polen: a0000002834955
- Nationale en Universitaire bibliotheek Zagreb: 000662975
- Nederlandse Thesaurus van Auteursnamen: 339245468
- Réseau des bibliothèques de Suisse occidentale: 02-A023132418
- LIBRIS: 371582
- Système universitaire de documentation: 171367987
- Virtual International Authority File: 308781912
- WorldCat: E39PBJbCHkBTVYKmMJVQBvMMfq